# IBAN
International Bank Account Number (IBAN, hrv. Međunarodni broj bankovnog računa) je međunarodni standard za numeraciju bankovnih računa. IBAN je stvorila Europska komisija za bankarske standarde (European Committee for Banking Standards), a kasnije je prihvaćen kao međunarodni standard ISO 13616:1997, sada ISO 13616:2007.
IBAN je izvorno uveden kako bi olakšao plaćanja unutar Europske unije, no njegov oblik bio je dovoljno fleksibilan da ga se moglo primijeniti globalno. Unutar Europske unije IBAN je jedan od osnovnih uvjeta za automatsku obradu platnih naloga u deviznom platnom prometu.
IBAN se sastoji od dvoslovne oznake zemlje ISO 3166-1, iza koje dolazi dvoznamenkasti kontrolni broj te maksimalno trideset alfanumeričkih znakova koji označavaju broj računa. Odluka o broju znakova prepuštena je svakoj zemlji, s time da svi računi u jednoj zemlji moraju imati jednaki broj znakova. Zahvaljujući upotrebi kontrolnog broja minimalizira se mogućnost pogrešaka pri transkripciji.
Od 1. lipnja 2013. obvezna je u Hrvatskoj uporaba IBAN-a čime je ostvaren temeljni preduvjet za sudjelovanje kreditnih institucija sa sjedištem u zemlji u Jedinstvenom području plaćanja u eurima (SEPA).

## Konstrukcija hrvatskog IBAN-a
Hrvatski IBAN sastoji se od 21 alfanumeričkog znaka i izgleda ovako:
HRcc AAAA AAAB BBBB BBBB B
gdje cc označuje kontrolni broj, slova A vodeći broj banke (7 znamenaka), a slova B broj računa (10 znamenaka).
U platnim dokumentima koji se dostavljaju elektroničkim putem hrvatski IBAN ne smije sadržavati prazna polja, dok pri unosu u platne naloge na papirnatom mediju svaka četiri znaka trebaju biti odijeljena jednim praznim poljem.

## Vanjske poveznice
- Provjerite valjanost IBAN
- Odluka Hrvatske narodne banke o konstrukciji i upotrebi međunarodnog broja bankovnog računa (IBAN)
- Provjera valjanosti IBAN broja za više od 80 država.